# Helina xena
Helina xena är en tvåvingeart som beskrevs av Malloch 1934. Helina xena ingår i släktet Helina och familjen husflugor. Inga underarter finns listade i Catalogue of Life.